# Days of Future Past
Days of Future Past is een fictieve verhaallijn uit het Marvel Comics-stripboek The Uncanny X-Men dat werd gepubliceerd in 1981 en verscheen toen in twee edities (nummers 141 en 142). De verhaallijn werd geschreven door Chris Claremont en geïllustreerd door John Byrne. Dit tweedelige verhaal gaat over een dystopische toekomst waarin mutanten worden opgesloten in interneringskampen. Deze realiteit wordt aangeduid met Earth-811.

## Verhaal
De verhaallijn wisselt tussen het heden, waarin de X-Men tegen Mystique's Brotherhood of Evil Mutants vechten en een toekomstige tijdlijn die ontstond doordat de X-Men faalden om te voorkomen dat senator Robert Kelly werd vermoord door de Brotherhood. In deze toekomstige tijdlijn regeren Sentinels over de Verenigde Staten en leven mutanten in interneringskampen. De hedendaagse X-Men worden gewaarschuwd voor deze mogelijke toekomst door een toekomstige versie van hun teamlid Kitty Pryde, wier geest terug in de tijd reisde en haar jongere zelf bezat om de X-Men te waarschuwen. Ze slaagt erin haar missie te volbrengen en keert terug naar de toekomst. Ondanks haar succes bestaat de toekomstige tijdlijn nog steeds als een alternatieve tijdlijn in plaats van de werkelijke toekomst.